# Polixen
Polixen (en grec antic Πολύξενος), va ser segons la mitologia grega, un dels nets d'Augias, per part del seu pare Agàstenes. Va ser rei de l'Èlide
Com a un dels pretendents d'Helena, va anar a la guerra de Troia, cap on va conduir una tropa d'epeus de l'Èlide, tal com diu el Catàleg de les naus a la Ilíada.
Quan va tornar de Troia, va tenir un fill, al que posà per nom Amfímac, en honor del seu company d'armes que havia caigut davant dels murs de Troia. Amfímac era el fill de Ctèat, un dels Moliònides.
A Elis s'ensenyava la tomba de Polixen. Es deia que, després de la matança dels pretendents, Odisseu l'havia anat a trobar i havia estat el seu hoste. Polixen, entre altres presents, li havia donat un crater on hi havia representada la història de Trofoni i d'Agamedes, que van voler robar els tresors d'Augias.
Un altre Polixen és fill de Jàson i de Medea.
Finalment hi ha un Polixen, rei de l'Èlida, on els tafis havien amagat els ramats robats a Electrió. Amfitrió els va rescatar.